# Michael Grant (lekkoatleta)
Michael Grant (ur. 30 marca 1986) – amerykański lekkoatleta, sprinter.
Grant jest czterokrotnym medalistą Mistrzostw świata juniorów młodszych w lekkoatletyce. Podczas Mistrzostw w 2001 (Debreczyn) zdobył 2 srebrne medale: w biegu na 200 metrów oraz sztafecie szwedzkiej (w tej konkurencji Amerykanie niespodziewanie przegrali z Polakami). Na następnych Mistrzostwach (Sherbrooke 2003) zdobył ponownie srebro na 200 metrów a także złoty medal w sztafecie szwedzkiej (polska sztafeta była tym razem druga).

## Rekordy życiowe
- bieg na 100 m - 10,50 s (2005)
- bieg na 200 m - 20,88 s (2003)